# ロックン・ロール・ラブレター (曲)
ロックン・ロール・ラブレター (Rock and Roll Love Letter) は、アメリカ合衆国のシンガーソングライターであるティム・ムーア の2枚目のアルバム『Behind the Eyes』からの2枚目のシングル。ティム・ムーアのオリジナル・バージョンはヒットしなかった。その後、スコットランド]出身のバンドであるベイ・シティ・ローラーズがこの曲をカバーして、トップ40入りのヒットとした。

## ベイ・シティ・ローラーズのバージョン
このバージョンは、1976年にシングルとしてリリースされ、ヒットとなり、カナダでは6位、アメリカ合衆国では28位となった。このシングルは、イギリスではリリースされなかった。 
この曲は、1976年3月に北米のみでリリースされたアルバム『ロックン・ロール・ラブレター (Rock n' Roll Love Letter)』にいち早く収録された。その後、同じくこの楽曲を収録したアルバム『青春に捧げるメロディー (Dedication)』が1976年秋にリリースされて、アルバムとともに「ロックン・ロール・ラブレター」もヒット曲となった。

### チャート
| チャート（1976年）                   | 最高位 |
| ------------------------------------ | ------ |
| オーストラリア (KMR)                 | 9      |
| カナダ (RPM) トップ・シングル        | 6      |
| ドイツ (Media Control Charts)        | 13     |
| ニュージーランド (Recorded Music NZ) | 34     |
| アメリカ合衆国 Billboard Hot 100     | 28     |
| アメリカ合衆国 Cash Box Top 100      | 30     |

| チャート（1976年）                        | 順位 |
| ----------------------------------------- | ---- |
| オーストラリア                            | 72   |
| カナダ                                    | 76   |
| アメリカ合衆国 Joel Whitburn's Pop Annual | 169  |
| アメリカ合衆国 Cash Box                   | 97   |

## その他のカバー・バージョン
- ザ・ダーティー・エンジェルズ (The Dirty Angels) は、この曲を1975年にカバーし、アメリカ合衆国だけでリリースした[15]。
- 1977年、ティナ・アリーナは、ジョン・ボウルズ (John Bowles)  とのアルバム『Tiny Tina and Little John』にこの曲を収録した。
- ザ・レコーズ (The Records) は、1979年にこの曲をカバーした。イギリスでは、アルバム未収録シングル曲としてリリースされた。後にはアルバム『Shades in Bed』がCD化された際にボーナス・トラックとして収録された。

### 日本語詞によるカバー
- 伊丹幸雄が在籍していた当時のローズマリーは、1976年にリリースされたシングル「ラブ・ミー・ライク・アイ・ラブ・ユー」のB面に、岡田冨美子の訳詞によるこの曲を収めた。
- ピンク・レディーは、1977年1月25日にリリースされたデビュー・アルバム『ペッパー警部』で、岡田冨美子の訳詞により、この曲を取り上げた[16]。
- 1988年7月21日、新田恵利は9枚目のシングルとして、この曲の秋元康の日本語詞によるバージョン「ロックンロール・ラブレター」をリリースした。
- 1991年9月21日、高田ゆきはデビュー・シングルとして、この曲の松山慧の日本語詞によるバージョン「Rock'n Roll Love Letter」をリリースした。